# Volkswagen SP2
A série SP foi uma série de carros esporte desenvolvidos pela Volkswagen do Brasil para o mercado interno, de 1972 a 1976; o nome supostamente é uma abreviatura para São Paulo (outras fontes atribuem a sigla à Special Project, Sport Prototype, Special Performance ou SPort-Car). Por causa da baixa potência do motor, alguns apelidaram o mesmo de Sem Potência.

## Origem do projeto
Nos anos 70 o mercado brasileiro estava fechado a importações. Os únicos carros esporte oficialmente feitos aqui eram o Karmann Ghia e seu sucessor, Karmann Ghia TC. Apenas fabricantes independentes atingiram algum sucesso, notavelmente o Puma e o Miura.

### Projeto X
Em 1º de março de 1968, Rudolf Leiding assumiu a administração da Volkswagen do Brasil em São Bernardo do Campo. Em 1970 ele deu partida em um projeto independente, totalmente feito no país, para um carro esportivo de carroceria leve. Uma equipe liderada pelo engenheiro Wilhelm Schmiemann iniciou o que chamaram de Projeto X, e apresentaram o protótipo (executado por Márcio Lima Piancastelli, José Vicente Novita Martins, Jorge Yamashita Oba) na Feira da Indústria Alemã em março de 1971. Mas levaria ainda mais um ano até que o carro ganhasse as ruas.

## Os modelos de produção
O SP, nome final do carro, foi construído na plataforma don VW 1600 Variant com eixo dianteiro do VW Fusca, oferecido com o mesmo motor boxer de 1.600 cc, 65 HP SAE brutos, cerca de 54 cv reais, na versão chamada de VW SP1, número de identificação do motor "BV", ou com um motor 1.700 cc, chamado de VW SP2, número de identificação do motor "BL". Este último desenvolvia 75 HP SAE brutos cerca de 65 cv reais,  tinha velocidade máxima declarada pela fábrica de 161 km/h e velocidade máxima aferida em testes de revistas especializadas entre 153  e 156 km/h, além de fazer 10 km com um litro em uso urbano. Suas acelerações eram bastante lentas para um esportivo. Apesar do fabricante divulgar que o VW SP2 alcançaria os 100 km/h em 14,2 segundos, em testes as marcas ficaram sempre entre 17 e 20,9 segundos.
Quando o carro foi apresentado, rapidamente atraiu a atenção da mídia especializada. Possuía um interior requintado, um acabamento de alto nível e muitas outras melhorias em relação à linha VW "a ar" da época, superior inclusive ao outro "esportivo" da Volkswagen na época, o Karmann Ghia TC.

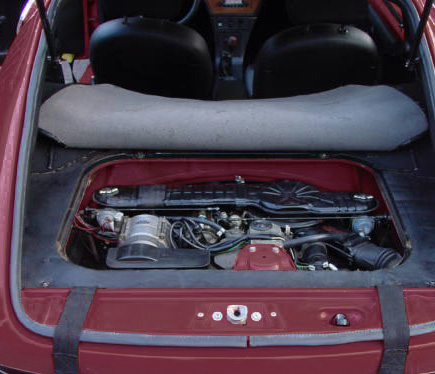
O motor do SP1 é o mesmo do VW Variant.

O VW SP1 logo saiu de linha, sendo produzidas apenas 84 unidades até 1974. Com baixo desempenho (apenas 65 HP brutos em um motor 1.600), ele não agradou. Esse problema viria assombrar o VW SP2 também. Na verdade, uma piada maldosa da época dizia que a sigla "SP" significava "Sem Potência".
Logo ficou claro que o carro, apesar de seu notável design, não conseguiria derrotar o Puma na performance.  Embora eles usassem um motor similar, o Puma era feito em fibra de vidro, muito mais leve do que o aço empregado no VW SP2. Isso, evidentemente, refletiu-se nas vendas, assim como o próprio anacronismo do motor à ar na época. O preço do carro, empurrado para cima devido à produção em pequena escala, também não ajudava (pelo preço do carro se comprava dois Fuscas 1.300 na época). Assim, o carro saiu de linha em 1976.
Com um total de 10 206 unidades fabricadas (681 deles exportados para a África, Oriente Médio e América Central), o carro agora é valorizado como um item de colecionador e os preços de um exemplar bem preservado podem ser bem altos.

## Os protótipos SP3

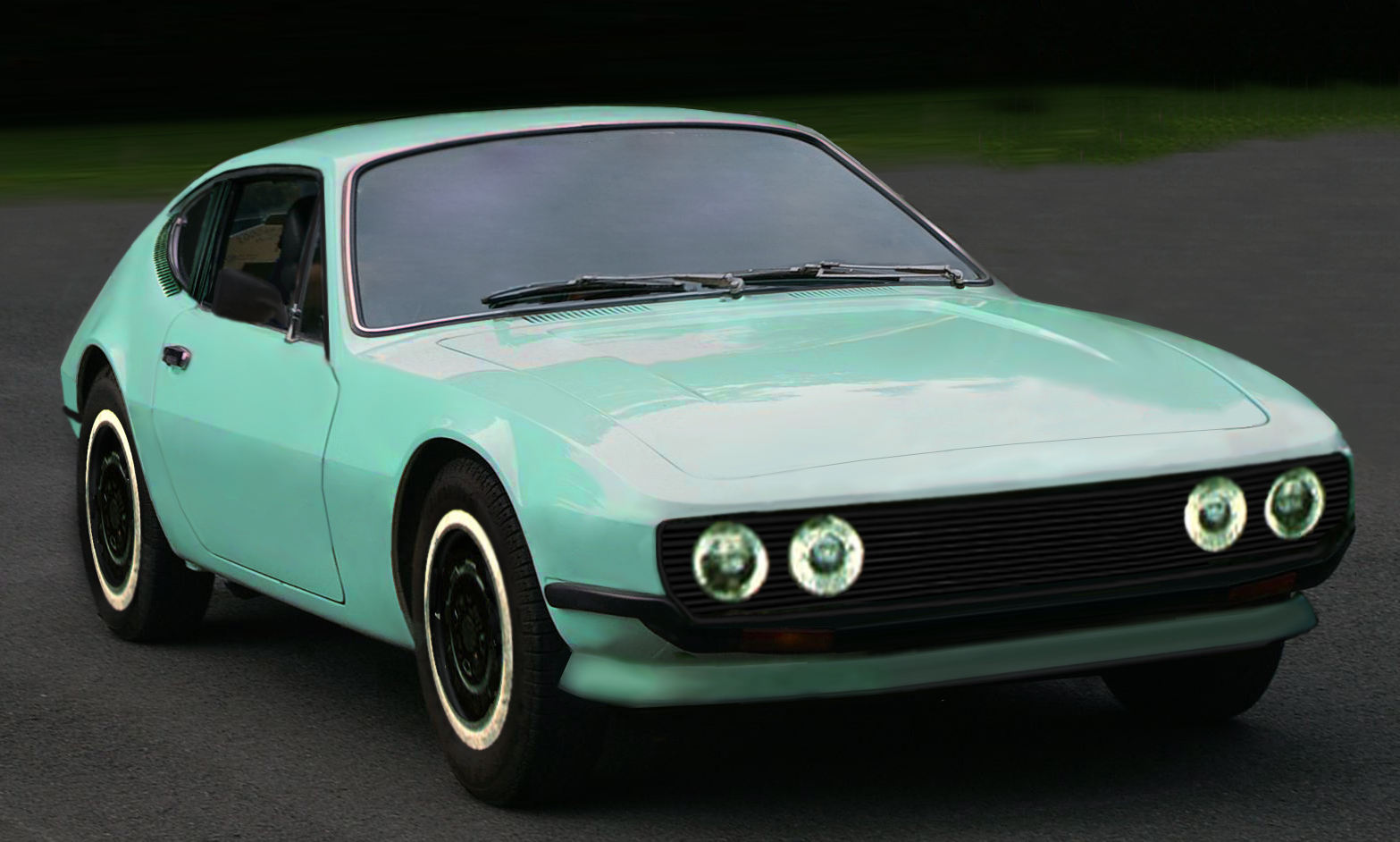
Dacon SP3.

Houve várias tentativas e diferentes abordagens para remediar a falta de desempenho do VW SP2. Nesse contexto, os dois experimentos a seguir devem ser apresentados brevemente:
A Volkswagen do Brasil  desenvolveu o protótipo VW SP3. O VW SP3 tinha o chassi e o motor do VW Passat TS com motor de quatro cilindros em linha de 1,6 litro refrigerado a água, taxa de compressão de 7,5:1, carburadores duplos e potência de 85 cv (SAE). Os testes do VW SP3 já estavam tão avançados que a Volkswagen do Brasil planejava apresentá-lo no 10º Salão do Automóvel de São Paulo em novembro de 1976. No entanto, isso não aconteceu por razões de política da empresa.
O fabricante de veículos Dacon S.A. em São Paulo agora assumiu a ideia de criar um sucessor do VW SP2. A Dacon construiu seu Dacon SP3 no chassi do VW SP2. Externamente, o Dacon SP3 se diferenciava do VW SP2 por suas superfícies lisas, sem as faixas laterais vermelhas e as  borrachas pretas de proteção, com  rodas pretas aro 13, tala 6, do Passat. As aletas de ventilação foram substituídas por discretas fendas próximas à janela traseira, e uma grade preta (também do Passat) tomava toda a extensão da seção sobre o para-choque. O diferente do projeto original da fábrica, o motor permanecia na traseira, junto com o compressor do ar-condicionado. O radiador ficava na dianteira, junto da ventoinha, e a conexão com o motor se fazia pelo tubo central do chassis.  Seria basicamente um SP2, porém com um motor 1,6 l dianteiro refrigerado a água (AP), com taxa de compressão de 8,5:1, 100 cv SAE a 6.000 RPM e carburação de corpo duplo, "emprestado" do Passat TS (a fábrica cogitou a mesma solução para o Brasília).
Bancos e instrumentos Porsche (a Dacon representava esta marca antes da "proibição" das importações) compunham o interior, que recebia acabamento em preto. A transmissão, a suspensão e os freios (discos na frente e tambor atrás) eram os mesmos do SP2, porém recalibrados para a maior potência do carro.
O protótipo chegava a 180 km/h de máxima. Infelizmente, apesar do entusiasmo inicial que o carro gerou, a firma decidiu que os custos necessários para se viabilizar a produção seriam altos demais, e o projeto foi abandonado. A concessionária chegou a oferecer o serviço de "conversão" dos SP2 normais para SP3, porém, o preço proibitivo (cerca de 100.000,00 cruzeiros), esfriou as vendas. Atualmente o projeto sobrevive em réplicas construídas por entusiastas, seja utilizando SP2 genuínos modificados ou seja construindo o automóvel inteiro em fibra de vidro.

## Fotos

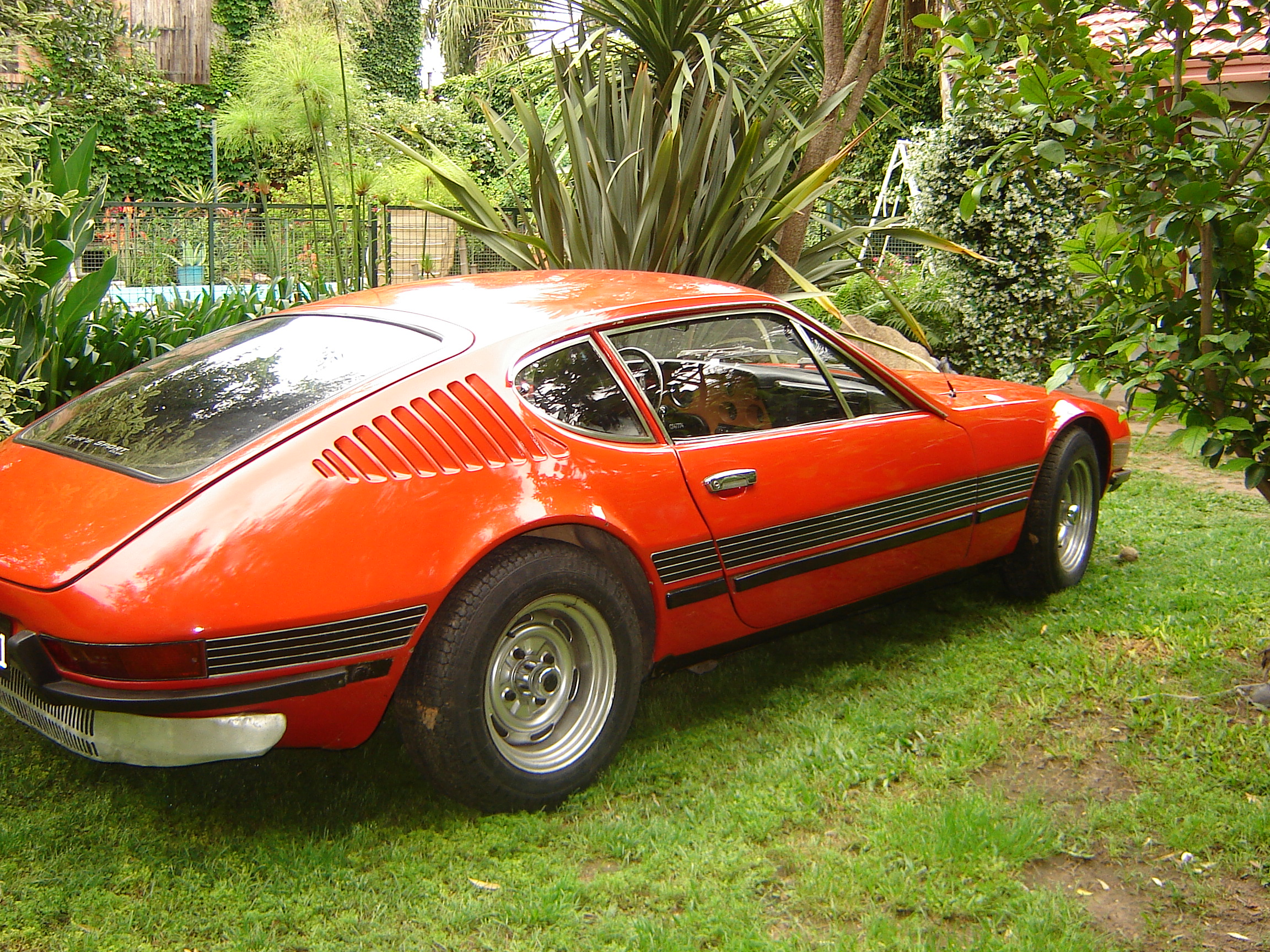
Laranja Monza, códico da cor VW L-1255
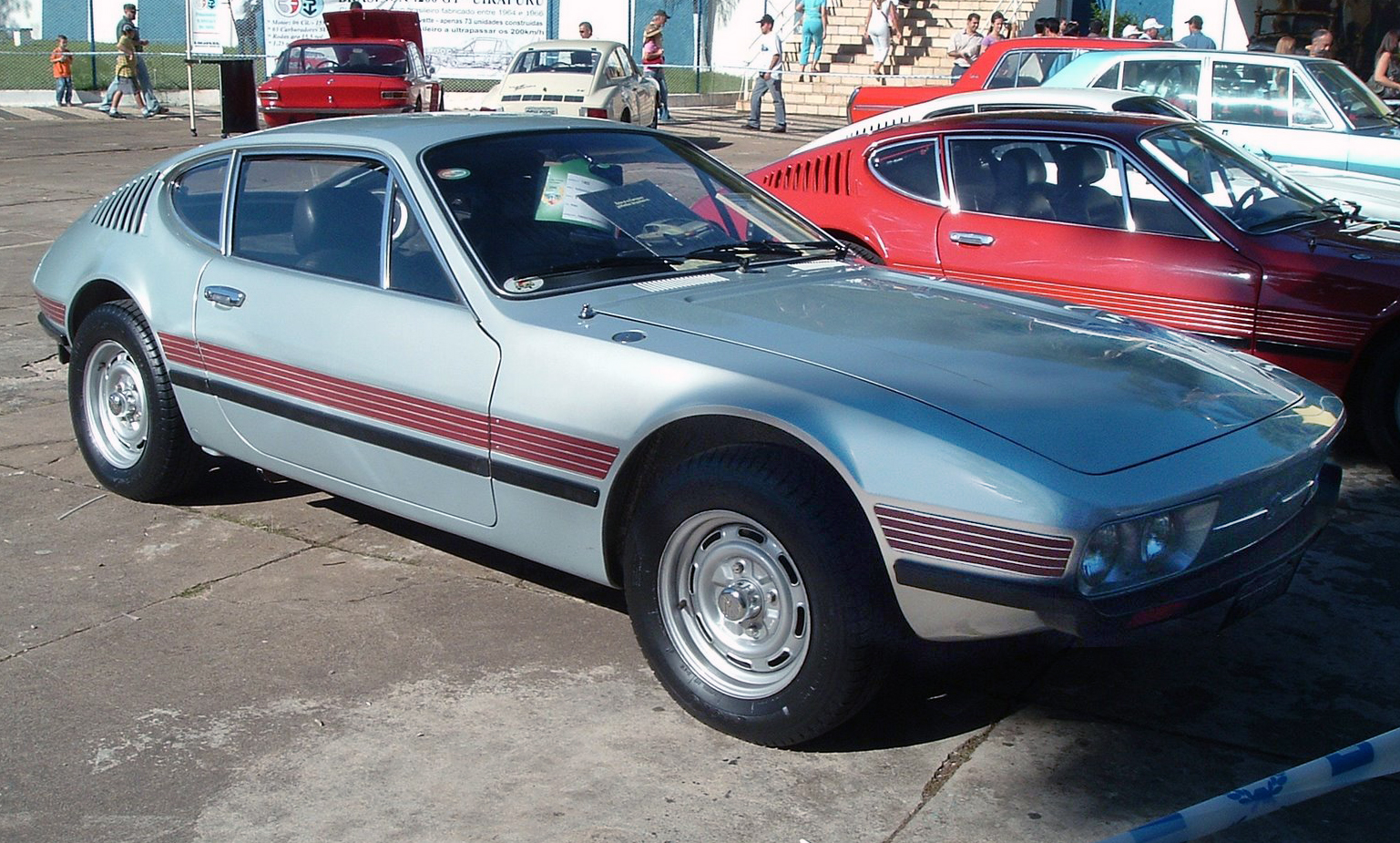
Frente do SP2
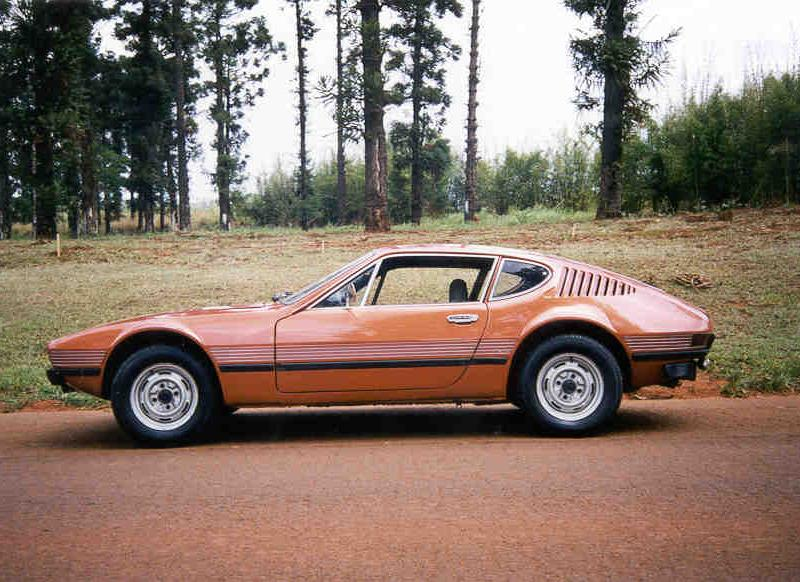
Lateral inteira
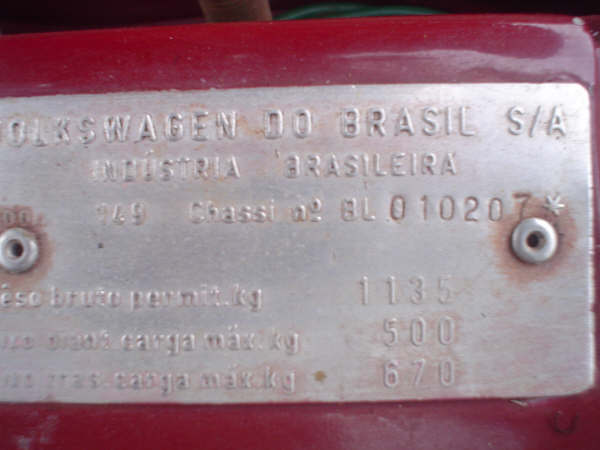
Chassis do (provável) último modelo produzido
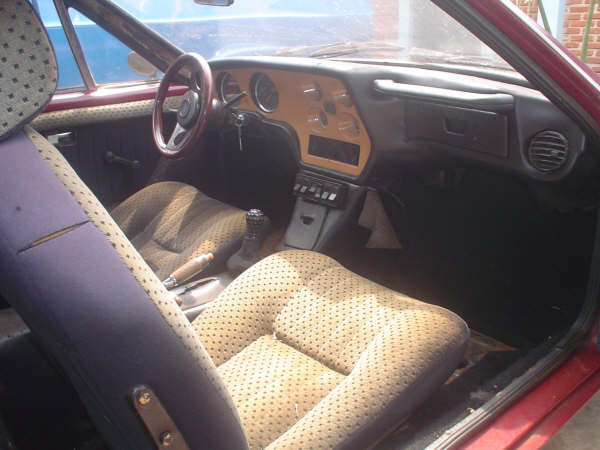
Bancos e painel
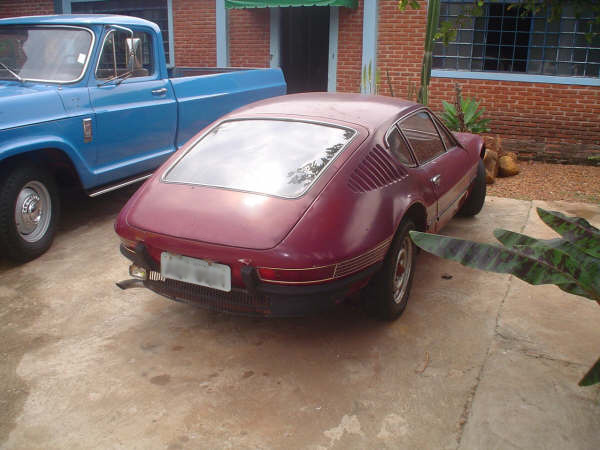
Traseira
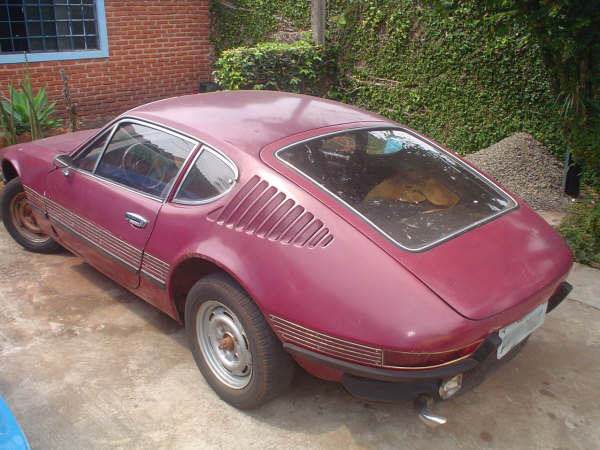
Lateral, com as aletas de ventilação visíveis
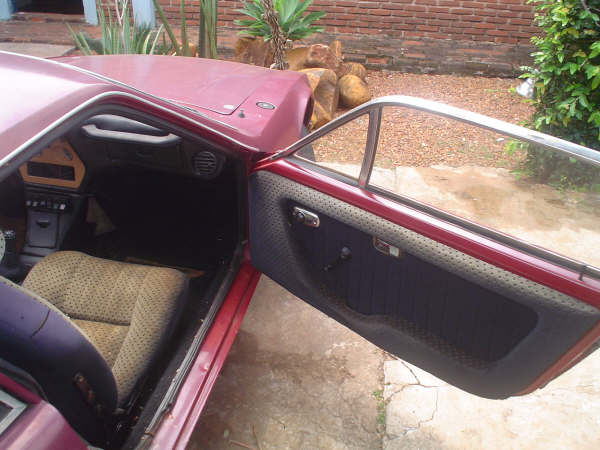
Interior das portas